# Afrolimnophila urundiana
Afrolimnophila urundiana är en tvåvingeart som först beskrevs av Alexander 1955.  Afrolimnophila urundiana ingår i släktet Afrolimnophila och familjen småharkrankar.
Artens utbredningsområde är Burundi. Inga underarter finns listade i Catalogue of Life.